# In the Nick of Time
Albums de Nicolette Larson
Nicolette
(1978) Live at the Roxy
(1979)
Singles
1. Let Me Go, Love
Sortie : 1980

In the Nick of Time est le deuxième album studio de Nicolette Larson, sorti en 1979.
L'album s'est classé 47e au Billboard 200.

## Liste des titres
| 1. | Dancin' Jones (featuring Tommy Johnston) | Jerry Leiber et Mike Stoller, John Sembello, Ralph Dino | 3:18 |
| 2. | Just in the Nick of Time                 | Nicolette Larson, Ted Templeman, Lauren Wood            | 3:24 |
| 3. | Let Me Go, Love                          | Michael McDonald, B.J. Cook Foster                      | 3:49 |
| 4. | Rio de Janeiro Blue                      | Richard Torrance, John Haeny                            | 3:50 |
| 5. | Breaking Too Many Hearts                 | Wood                                                    | 3:33 |

| 1. | Back in My Arms      | Brian Holland, Eddie Holland, Lamont Dozier | 3:51 |
| 2. | Fallen               | Wood                                        | 3:23 |
| 3. | Daddy                | Bobby Troup                                 | 3:23 |
| 4. | Isn't It Always Love | Karla Bonoff                                | 3:06 |
| 5. | Trouble              | Lowell George                               | 2:31 |